# 希伯來文學
希伯來文學（Hebrew literature）包括了古代、中古以及現代使用希伯来语的文學作品。希伯來文學是猶太文學的主要形式之一，不過也有一些希伯來文學作品是由非猶太人所寫。中古時期及近代的希伯來文學出現在許多地區，而現代的希伯來文學主要是以色列文學。
萨缪尔·约瑟夫·阿格农在1966年以混合了聖經文學、塔木德文學及現代希伯来语的小說及短篇故事獲得了诺贝尔文学奖，他也是第一位獲得诺贝尔文学奖的希伯來語作者。

## 古代
希伯來文學開始於圣经的希伯来文（‎）的口头文学，從非常早期就開始了，其中也包括亞伯拉罕的教導，亞伯拉罕是以色列先祖中的第一位，約在公元前2000年。古希伯來文學中最重要的就是塔納赫（希伯來聖經的猶太教正統版本）。
米書拿成書在公元前200年，是從妥拉（摩西五經）衍伸，猶太教經典之一，將猶太教口傳傳統口傳妥拉（Oral Torah）書面化後集結而成。是以米書拿猶太語寫成，但主要的解釋革馬拉是以亞拉姆語所寫。許多經典的米書拿是用希伯来文所寫的。

## 中古時期
中古時期的猶太文學及希伯來文學主要是來自北非、西班牙、巴勒斯坦以及中東地區。許多中古的哲學作品（例如哲學家邁蒙尼德的《迷途指津》）及虛構作品是用猶太-阿拉伯語所寫。而猶太教的拉比文學則會使用希伯來文，例如阿伯拉罕·伊本·埃茲拉、辣什等人所著的《妥拉註釋》，哈拉卡（猶太教口傳律法）法典編纂，像是邁蒙尼德的《Mishneh Torah》，以及《Arba'ah Turim》及《Shulchan Aruch》等法典編纂。也有一些虛構作品用希伯來文所寫，像是Berechiah ha-Nakdan所著，類似伊索寓言的Fox Fables。